# Вег, Шандор
Шандор Вег (венг. Végh Sándor; 17 мая 1912, Клаузенбург, Австро-Венгрия — 7 января 1997, Зальцбург, Германия) — венгерско-французский скрипач и дирижёр.
Начал играть на скрипке в шестилетнем возрасте. В 1924—1930 годах учился в Будапештской музыкальной академии по классу скрипки (сперва у Нандора Жолта, потом у Енё Хубая), изучал также композицию под руководством Золтана Кодая. В 1927 году дебютировал как солист, исполняя музыку Рихарда Штрауса с оркестром под управлением автора.
Основная карьера Вега-скрипача протекала в составе камерных ансамблей. В 1931—1933 годах выступал в Венгерском трио вместе с Илонкой Краус и Ласло Винце. В 1935 году основал Новый Венгерский квартет и был его первой скрипкой до 1937 года; в этом составе исполнил, в частности, премьеру Пятого струнного квартета Белы Бартока (1936). Затем Вег уступил пульт примариуса Золтану Секею и до 1940 года играл вторую скрипку, после чего основал новый коллектив, квартет Вега, просуществовавший 40 лет и с 1946 году базировавшийся в Базеле; в том же году квартет завоевал первую премию Международного конкурса исполнителей в Женеве. В 1953 году, не переставая жить в Швейцарии, Вег получил французское гражданство.
В 1960-е годы Вег также начал дирижёрскую карьеру, в 1968—1971 годы руководил собственным камерным оркестром. С 1978 года и до конца жизни возглавлял камерный оркестр Camerata Academica в Зальцбурге. Осуществлённая Вегом с этим коллективом запись серенад и дивертисментов Вольфганга Амадея Моцарта была удостоена премии Grand Prix du Disque (1989).
Преподавательская деятельность Вега началась с летних музыкальных курсов в Церматте (1953—1962), где он работал вместе с Пабло Казальсом. Одновременно Вег преподавал в Базельской консерватории (1953—1963) и во Фрайбургской высшей школе музыки (1954—1962), затем в Дюссельдорфской высшей школе музыки (1962—1969) и наконец с 1971 года до конца жизни — в зальцбургском Моцартеуме, а также в разнообразных летних школах (в том числе в школе Марлборо, 1974—1977). Среди его учеников Гвидо де Неве, Томас Рибль, Изабель ван Кёлен, Табеа Циммерман, Мидори Зайлер и многие другие.
Кавалер Ордена Почётного легиона (1986), почётный доктор Эксетерского и Уорикского университетов (1987), лауреат многочисленных наград и премий.